# Johann Christoph Gubitz
Johann Christoph Gubitz (* 20. November 1754 in Heinrichs bei Suhl; † 17. Juni 1826 in Berlin) war ein deutscher typografischer Künstler, Schriftsetzer und Stempelschneider.

## Leben
Johann Christoph Gubitz war der Sohn eines Arztes und Kreisphysikus in Suhl und war mit Agathe (geb. Goll), Tochter eines Webermeisters in Schleiz verheiratet; gemeinsam hatten sie mehrere Kinder.
Er besuchte die Hohe Schule in Coburg (siehe Gymnasium Casimirianum Coburg) und begann dort mit einem Studium der Theologie.
Aufgrund seiner Familienverhältnisse entschied er sich jedoch, Buchdrucker zu werden und war zur Ausbildung unter anderem in einer Buchdruckerei in Schleusingen und in der Offizin Breitkopf (siehe Breitkopf & Härtel) in Leipzig. 1789 wurde er vom Buchdrucker Johann Georg Unger (1715–1788) nach Berlin berufen. Er hatte bis dahin die Kunst des Holzschneiders erlernt und beschäftigte sich nun mit der Stahlschneidekunst und entwickelte und fertigte für Johann Friedrich Unger die sogenannten Ungerschen Schrift- und Notentypen.
Anmerkung: Sein Sohn Friedrich Wilhelm Gubitz, der seinen Nekrolog verfasst hatte, erklärt darin, die entwickelte Frakturschrift seines Vaters trage den falschen Namen und einige der Stempel der kleinsten Schriften, die an markanten Merkmalen als Werke seines Vaters erkennbar seien, würden sich im Besitz der Familie Gubitz befinden.
Johann Christoph Gubitz beschäftigte sich auch als Kupferstecher und schuf anlässlich Gutenbergs 400-jähriger Säkular-Feier ein Porträt.